# Borchen
Borchen ist eine Gemeinde in Nordrhein-Westfalen, Deutschland, und gehört zum Kreis Paderborn.

## Geografie

### Geografische Lage
Die Gemeinde Borchen liegt auf der Paderborner Hochfläche und damit im südöstlichen Winkel der Westfälischen Bucht, sie hat aber auch einen kleinen Anteil am östlichen Hellwegraum.
Am nordwestlichen Ortsrand des Kernorts mündet die Altenau in die Alme, dort wo die A 33 an Borchen vorbei führt.
Der tiefste Punkt des Gemeindegebiets liegt auf 125 m, der höchste auf 334 m.

### Geologie

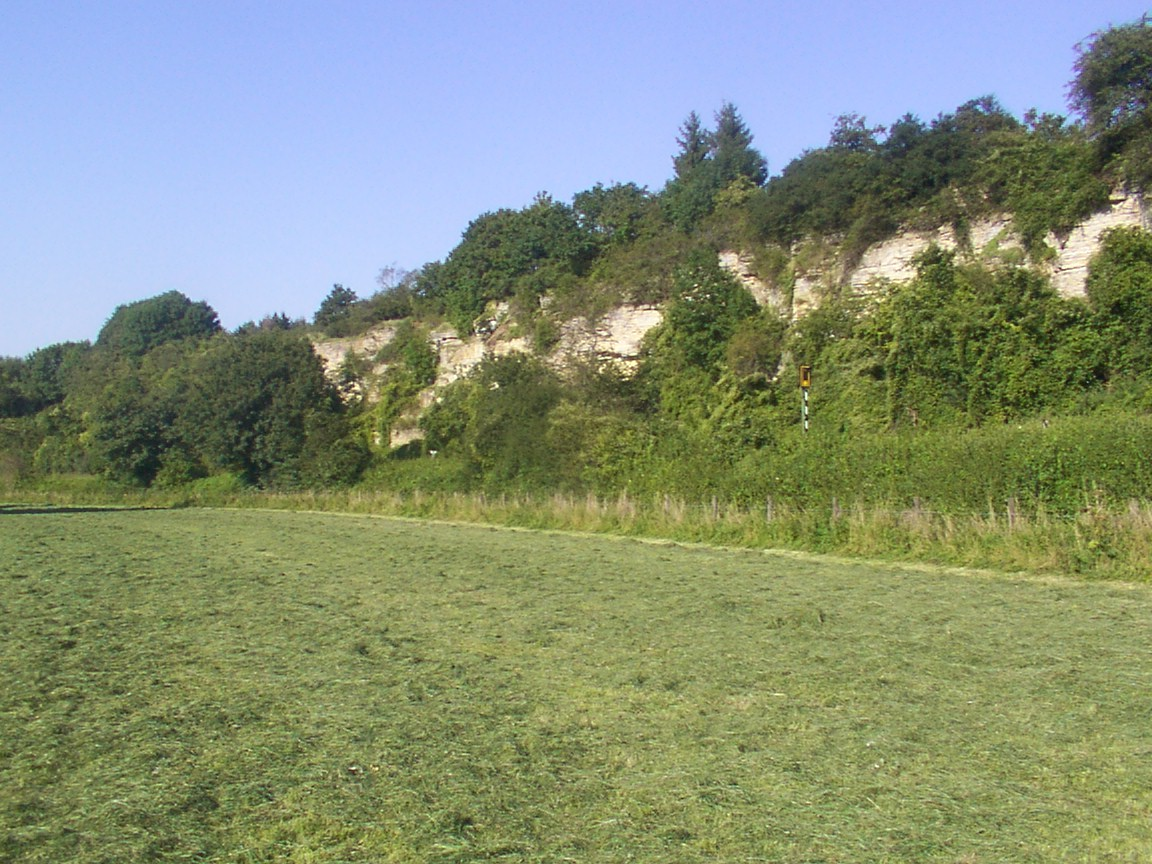
Schichtstufe über dem Almetal bei Kirchborchen

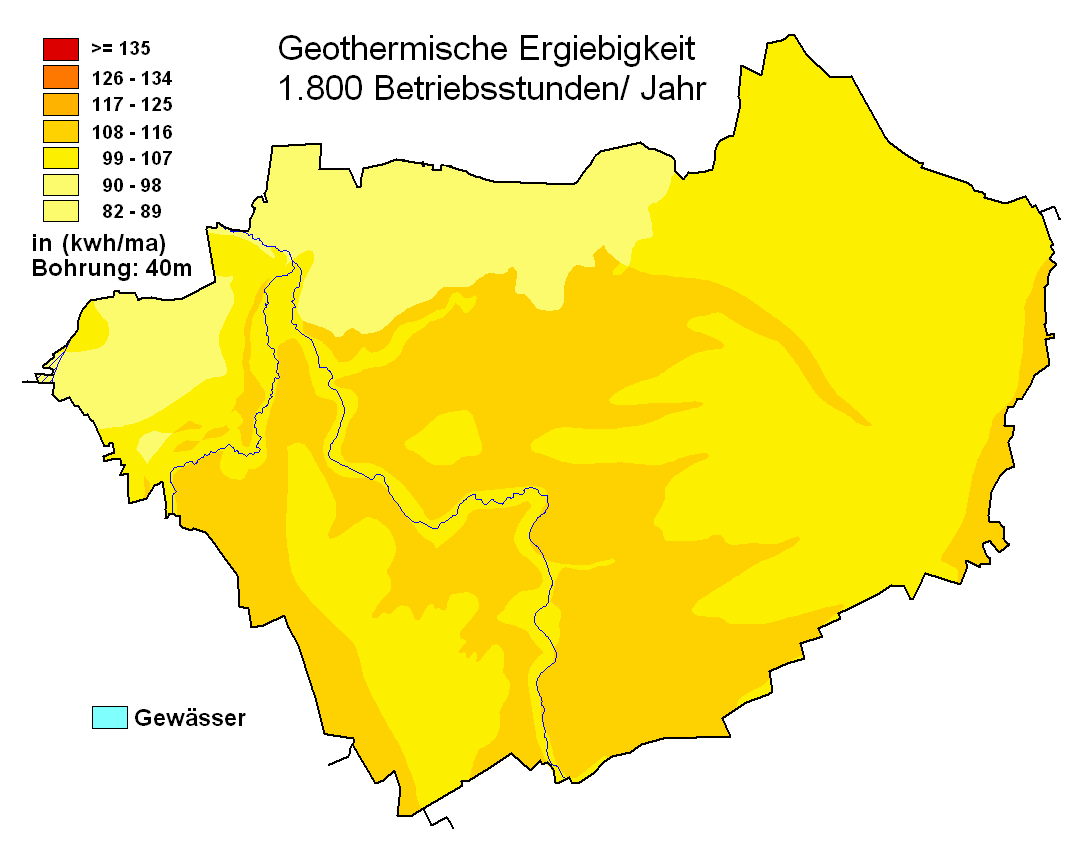
Geothermische Karte von Borchen

Der Untergrund des Gemeindegebiets besteht vorrangig aus Mergelkalk-, Kalkmergelstein und schwach sandführendem Mergelkalkstein der Oberkreide. Die Gesteine sind tektonisch wenig gestört, schwach nach Westen zum Inneren der Münsterländer Bucht geneigt und liegen über einem Sockel aus gefalteten Gesteinen aus Devon und Karbon. Im Nordwesten des Ortes Borchen liegt auf den Schichten der Kreide zum Teil eine dünne, aus eiszeitlichen Ablagerungen wie Grundmoräne, Schmelzwasser- und Flusssedimenten bestehende Lockergesteinsschicht.
Der Untergrund ist verkarstungsfähig, wovon eine Vielzahl von Erdfällen auf der Paderborner Hochfläche und Schwalglöchern in den Bach- und Flusstälern zeugt. Er ist ein guter Karstgrundwasserleiter, aber auch wegen der geringen Filterwirkung des Erdreichs verschmutzungsanfällig. Das versinkende Niederschlags- und Oberflächenwasser im westlichen Gemeindegebiet fließt in den Karstgerinnen nach Nordwesten entlang der Schichtneigung und tritt in den Borchener Karstquellen wieder zu Tage. Beispielhaft sei der Storchenkolk genannt. Östlich einer Linie von Schloss Hamborn nach Lichtenau-Ebbinghausen (Lichtenau) versinkendes Wasser tritt in den Paderquellen wieder aus. Die Gemeinde wird wegen der beschriebenen Verschmutzungsgefährdung des eigenen Wassers bereits seit 1977 von den Stadtwerken Paderborn mit Trinkwasser versorgt. Zwischen 1977 und 1990 wurde das Wasser aus Paderborn-Marienloh bezogen, seitdem kommt es aus der Aabach-Talsperre.
Die kreidezeitlichen Mergelkalksteine werden derzeit nicht abgebaut und sind als potentielles Reservegebiet für die Zementindustrie anzusehen. Als Ziegelrohstoff werden Ton und Schluff des Quartärs genutzt.
Aus den Gesteinen der Oberkreide sind die Böden in der Gemeinde entstanden. Durch Verwitterung hat sich eine lediglich bis zu 50 cm dicke steinig-tonige Lehmschicht mit Verbraunung gebildet. Diese Braunerden sind zum großen Teil basenreich und bedecken die Hochfläche fast vollständig. Der Löss des Eiszeitalters – ehemals weitverbreitet – wurde örtlich infolge von Rodungen im Mittelalter in die Trockentäler erodiert und hat dort Kolluvien gebildet. Nordwestlich von Borchen befindet sich über der Grundmoräne eine Deckschicht aus Löss, der zu Braunerde verwittert ist. Hier staut sich zum Teil Sickerwasser über nicht wasserdurchlässigen Bodenschichten, in der Folge entstanden Pseudogley. In den Tälern der Altenau und der Alme herrschen nährstoffreiche Auenböden vor.
Borchen eignet sich gut bis sehr gut zur Nutzung von geothermischen Wärmequellen mittels Erdwärmesonde und Wärmegewinnung durch Wärmepumpenheizungen (vgl. dazu die nebenstehende Karte).

### Ausdehnung und Nutzung des Gemeindegebiets
Die als „große Landgemeinde“ klassifizierte Gemeinde liegt auf einer Höhe zwischen 125 m ü. NN (im Almetal) und 334 m ü. NN (östlich von Dörenhagen) und bedeckt eine Fläche von 77,13 km². Den größten Flächenanteil nehmen Wald- und Landwirtschaftsfläche mit zusammen ca. 87,2 % ein, Siedlungs- und Verkehrsfläche bedecken weitere rund 11,2 %.
Die Ost-West-Ausdehnung beträgt etwa 13 km, die Nord-Süd-Ausdehnung etwa 10 km.
| Fläche nach Nutzungsart | Landwirt- schaftsfläche | Wald- fläche | Gebäude-, Frei- und Betriebsfläche | Verkehrs- fläche | Wasser- fläche | Sport- und Grünfläche | sonstige Nutzung |
| ----------------------- | ----------------------- | ------------ | ---------------------------------- | ---------------- | -------------- | --------------------- | ---------------- |
| Fläche in km²           | 51,63                   | 15,68        | 4,30                               | 4,36             | 0,33           | 0,75                  | 0,10             |
| Anteil an Gesamtfläche  | 66,92 %                 | 20,32 %      | 5,57 %                             | 5,65 %           | 0,43 %         | 0,97 %                | 0,13 %           |

### Nachbargemeinden
Im Norden beginnend im Uhrzeigersinn grenzen an Borchen die Kreisstadt Paderborn, sowie die Städte Lichtenau, Bad Wünnenberg und Salzkotten, die allesamt dem Kreis Paderborn angehören.

### Gemeindegliederung
Nach § 4 ihrer Hauptsatzung gliedert sich die Gemeinde Borchen in die fünf Bezirke (Ortschaften):
| Bevölkerungszahlen der Ortsteile Stand: 31. Dezember 2007 | Bevölkerungszahlen der Ortsteile Stand: 31. Dezember 2007 | Bevölkerungszahlen der Ortsteile Stand: 31. Dezember 2007 | Bevölkerungszahlen der Ortsteile Stand: 31. Dezember 2007 |
| Ortsteil                                                  | Einwohner                                                 | Gliederung der Gemeinde Borchen                           |                                                           |
| --------------------------------------------------------- | --------------------------------------------------------- | --------------------------------------------------------- | --------------------------------------------------------- |
| Alfen                                                     | 1956                                                      |                                                           |                                                           |
| Dörenhagen (mit Eggeringhausen und Busch)                 | 1471                                                      |                                                           |                                                           |
| Etteln                                                    | 1920                                                      |                                                           |                                                           |
| Kirchborchen (mit Schloss Hamborn)                        | 4192                                                      |                                                           |                                                           |
| Nordborchen                                               | 3957                                                      |                                                           |                                                           |

### Klima
|                        | Jan  | Feb  | Mär  | Apr   | Mai   | Jun   | Jul   | Aug   | Sep   | Okt   | Nov  | Dez  |   |       |
| Mittl. Temperatur (°C) | 4,01 | 3,75 | 6,24 | 10,51 | 14,35 | 18,41 | 20,24 | 18,07 | 16,45 | 11,62 | 7,22 | 4,10 | ⌀ | 11,3  |
|                        |      |      |      |       |       |       |       |       |       |       |      |      |   |       |
| Niederschlag (mm)      | 41,5 | 25,9 | 46,2 | 46,7  | 77,3  | 75,7  | 81,8  | 110,4 | 69,2  | 46,1  | 70,6 | 43,4 | Σ | 734,8 |
|                        |      |      |      |       |       |       |       |       |       |       |      |      |   |       |
| Sonnenstunden (h/d)    | 2,03 | 3,12 | 4,20 | 6,25  | 7,41  | 8,77  | 9,03  | 7,28  | 6,37  | 4,68  | 1,74 | 1,36 | ⌀ | 5,2   |

|  |

|  |

|  |

|  |

|  |

|  |

|  |

|  |

|  |

|  |

|  |

|  |

|  |

|  |

|  |

|  |

|  |

|  |

|  |

|  |

|  |

|  |

|  |

|  |

| N i e d e r s c h l a g | 41,5 | 25,9 | 46,2 | 46,7 | 77,3 | 75,7 | 81,8 | 110,4 | 69,2 | 46,1 | 70,6 | 43,4 |
|                         | Jan  | Feb  | Mär  | Apr  | Mai  | Jun  | Jul  | Aug   | Sep  | Okt  | Nov  | Dez  |

## Geschichte
Borchen existiert in seiner heutigen Form erst seit 1969. Seine Vorgängerorte gehörten seit ihrer Gründung zur weltlichen Herrschaft des deutschen Bistums Paderborn, ursprünglich im Herzogtum Sachsen. Der Name ist erstmals in einer Urkunde aus der Zeit zwischen 1014 und 1028 genannt. Es geht darin um einen Hof namens Burgnum. Ab dem 14. Jahrhundert bildete sich das Territorium Hochstift Paderborn im Heiligen Römischen Reich, ab dem 16. Jahrhundert dem niederrheinisch-westfälischen Reichskreis zugehörig. 1802/03 wurde das Hochstift vom Königreich Preußen besetzt. 1807 muss Preußen alle linkselbischen Territorien abgeben, das Gebiet fällt für kurze Zeit an das Königreich Westphalen. Dieses Königreich zerbricht aber bereits wieder 1813 und das Gebiet fällt 1815 an Preußen zurück, das hier neue Verwaltungsstrukturen schafft, die in abgewandelter Form bis heute fortwirken. So kommt das Gebiet zum 1815 gebildeten Regierungsbezirk Minden in der neugeschaffenen Provinz Westfalen. 1816, bei der Bildung der neuen Landkreise, kommen Alfen, Nordborchen, Kirchborchen und Dörenhagen zum Kreis Paderborn – hier gehören sie zum Amt Kirchborchen – und Etteln kommt zum Kreis Büren, wo es bis 1974 zum Amt Atteln gehört.
Mit Bezug des neuen Rathauses 1984, dessen Grundstein 1983 gelegt wurde, verlegt die Gemeinde Borchen ihren Sitz in den Ortsteil Kirchborchen.
Zur Geschichte der einzelnen Ortsteile siehe den Abschnitt Geschichte bei Alfen, Dörenhagen, Etteln, Kirchborchen und Nordborchen.

### Vor-, Früh- und Mittelaltergeschichte

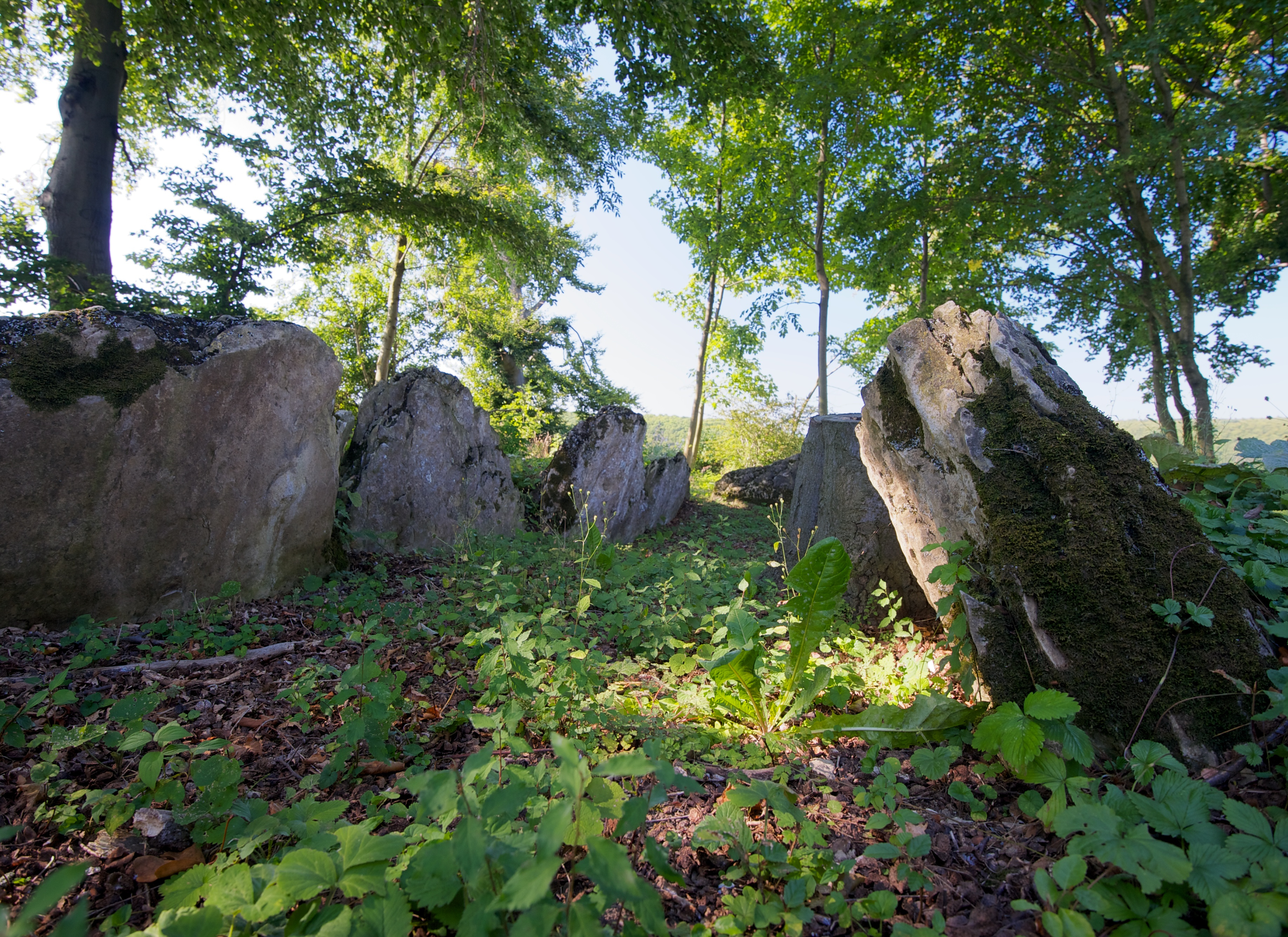
Steinkiste am Lechtenberg bei Gellinghausen

Auf dem Gebiet der heutigen Gemeinde Borchen finden sich menschliche Spuren, die bis in die Letzte Kaltzeit hinein reichen. Als ältestes Zeugnis menschlicher Existenz auf dem Gebiet der heutigen Gemeinde Borchen gilt ein Werkzeug im Stil der Federmesser-Gruppen.
Die meisten Funde dieser Art stammen jedoch aus dem Neolithikum, speziell der Michelsberger Kultur, sie gehören also bereits einer bäuerlichen Kultur an. Von der Besiedelung des Gebiets der heutigen Gemeinde während der älteren Bronzezeit zeugen über 30 Grabhügel und Gräberfelder aus dieser Zeit.

#### Wallburg Gellinghausen
Die Wallburg Gellinghausen, auch Hünenburg genannt, entstand als Schutzburg in verschiedenen Entwicklungsphasen zwischen ca. 700 v. Chr. bis ca. 1200 n. Chr. Der Befund früher Bauphasen deutet auf die keltische Kultur bzw. deren Einfluss hin.

#### Turmhügelburg Haxterberg
Im Mittelalter stand auf dem Haxterberg eine im Geländeprofil noch erkennbare Turmhügelburg, die ursprünglicher Stammsitz des Adelsgeschlechts von Haxthausen war, aus dem die Mutter der Dichterin Annette von Droste-Hülshoff stammte, an die das Annette-Tempelchen beim Mallinckrodthof in Borchen erinnert.

### Hexenprozesse in Borchen
Von 1597 bis ca. 1611 wurden Hexenprozesse in Borchen auf dem Gebiet der heutigen Gemeinde Borchen durchgeführt. 13 Menschen wurden angeklagt, neun Personen wegen angeblicher Zauberei verbrannt, darunter Elisabeth Schaefer, Margaretha Vogt, „Die Josepsche“ von Etteln und Gertraud Kneips.

### Ortsname
Die frühesten Schriftzeugnisse sind Burgnum (1014–1028), Burgnun (1015), Burgnon (1031). Erst im 14. Jh. findet sich die heutige Form. Wenn nicht altsächsisch burg (‚Stadt, Burg‘) zugrunde liegt, wird es wohl urgermanisch *burginum (‚bei den Gräbern‘) sein.

### Religionen
Die überwiegende Mehrheit der Bevölkerung Borchens ist katholisch. Für diese gibt es fünf katholische Kirchengemeinden: St. Michael, St. Laurentius, St. Walburga, St. Simon und Judas Thaddäus und St. Meinolfus. Diese sind Teil des Pastoralen Raumes Elsen-Wewer-Borchen und gehören zum Dekanat Paderborn des Erzbistums Paderborn.
Die evangelische Bevölkerung in den Ortsteilen Alfen, Kirchborchen und Nordborchen gehört der evangelischen Stephanus-Kirchengemeinde Borchen an, die auch den Paderborner Stadtteil Wewer umfasst. Dörenhagen gehört zum Lukas-Pfarrbezirk der Evangelisch-Lutherischen Kirchengemeinde Paderborn und Etteln zur Kirchengemeinde Lichtenau, alle im Kirchenkreis Paderborn der Evangelischen Kirche von Westfalen.
Ein Indiz für die Verteilung kann die Angabe der konfessionellen Zugehörigkeit der Borchener Schüler sein. Demnach sind rund 55 % der Schüler katholisch, 21 % evangelisch, unter 1 % islamisch. 7 % geben an, einer sonstigen Konfession anzugehören, und 16 % rechnen sich keiner Konfession zu.

### Eingemeindungen
Am 1. Juli 1969 schlossen sich die Gemeinden Alfen, Nordborchen und Kirchborchen des Amtes Kirchborchen auf Basis des Gesetzes über den Zusammenschluss der Gemeinden Alfen, Kirchborchen und Nordborchen im Landkreis Paderborn vom 14. Januar 1969 zur Gemeinde Borchen mit Sitz zunächst in Nordborchen zusammen, wobei für die ersten Jahre das 1880 bezogene Amtshaus an der heutigen Paderborner Straße der neugebildeten Gemeinde als Rathaus diente.
Durch das Sauerland/Paderborn-Gesetz wurden am 1. Januar 1975 die bisherigen Gemeinden Borchen, Dörenhagen und Etteln zur neuen Gemeinde Borchen zusammengeschlossen, das Amt Kirchborchen wurde aufgelöst. Rechtsnachfolgerin wurde die Gemeinde Borchen. Wewer, das bis 1969, und Dahl, das bis einschließlich 1974 ebenfalls zum Amt Kirchborchen gehört hatte, wurden nach Paderborn eingemeindet.

### Einwohnerentwicklung
Bei den Zahlen handelt es sich ab 1975 um amtliche Fortschreibungen des Landesbetriebs Information und Technik NRW, Geschäftsbereich Statistik. Die Zahlen von 1975 bis 1985 sind geschätzte Werte, die Angabe für 1987 ist ein Volkszählungsergebnis und die Zahlen ab 1990 Fortschreibungen auf Basis der Ergebnisse dieser Volkszählung, ab 2012 Fortschreibungen auf Basis des Zensus 2011. Die Angaben beziehen sich bis inklusive 1984 auf die Wohnbevölkerung und ab 1985 auf die Bevölkerung am Ort der Hauptwohnung.
Seit Gründung der Gemeinde Borchen in ihrer heutigen Gestalt 1975 hat sich die Einwohnerzahl von 8.930 auf 13.597 erhöht, das entspricht einer Steigerung um etwa 52 %.
Die Zahlen vor 1975 beziehen sich auf das heutige Gemeindegebiet.

Bevölkerungsentwicklung von Borchen von 1961 bis 2017 nach nebenstehender Tabelle

| Jahr   | Einwohner |
| ------ | --------- |
| 1961 V | 06.857    |
| 1970 V | 07.922    |
| 1974   | 08.751    |
| 1975   | 08.930    |
| 1980   | 10.013    |
| 1985   | 10.261    |
| 1987 V | 10.272    |
| 1990   | 11.071    |

| Jahr * | Einwohner |
| ------ | --------- |
| 1995   | 12.338    |
| 2000   | 12.976    |
| 2001   | 13.085    |
| 2002   | 13.204    |
| 2003   | 13.221    |
| 2004   | 13.355    |
| 2005   | 13.405    |
| 2006   | 13.495    |

| Jahr * | Einwohner |
| ------ | --------- |
| 2007   | 13.527    |
| 2008   | 13.597    |
| 2012   | 13.144    |
| 2016   | 13.449    |
| 2017   | 13.465    |
| 2022   | 13.685    |

## Politik

### Gemeinderat
Der Gemeinderat von Borchen hat derzeit 28 Sitze. Hinzu kommt der Bürgermeister als Ratsvorsitzender.
Das Ergebnis der Wahl zum Gemeinderat am 13. September 2020 ist in den Diagrammen dargestellt. Die Wahlbeteiligung lag bei 64,8 %.
- SPD: 8
- GRÜNE: 4
- FWB: 2
- FDP: 2
- CDU: 11
- AfD: 1

Die folgende Tabelle zeigt die Kommunalwahlergebnisse von 1975 bis 2009:
| [ 15 ] [ 16 ]   | 2009    | 2009    | 2004    | 2004    | 1999    | 1999    | 1994    | 1994    | 1989    | 1989    | 1984    | 1984    | 1979    | 1979    | 1975    | 1975    |
| Partei          | Sitze   | %       | Sitze   | %       | Sitze   | %       | Sitze   | %       | Sitze   | %       | Sitze   | %       | Sitze   | %       | Sitze   | %       |
| --------------- | ------- | ------- | ------- | ------- | ------- | ------- | ------- | ------- | ------- | ------- | ------- | ------- | ------- | ------- | ------- | ------- |
| CDU             | 13      | 45,54   | 16      | 57,23   | 18      | 56,33   | 18      | 51,40   | 17      | 49,70   | 19      | 54,14   | 19      | 58,58   | 22      | 65,83   |
| SPD             | 08      | 29,33   | 08      | 26,64   | 10      | 30,70   | 10      | 29,29   | 10      | 29,02   | 08      | 24,49   | 11      | 31,67   | 09      | 26,83   |
| GRÜNE           | 0–      | –       | 0–      | –       | −       | −       | −       | −       | −       | −       | 0−      | −       | −       | −       | 0−      | −       |
| FWB 1           | 03      | 11,23   | 02      | 08,24   | 03      | 08,63   | 05      | 14,53   | 04      | 12,68   | 04      | 13,30   | −       | −       | 0−      | −       |
| BBU 2           | 02      | 08,20   | 02      | 07,89   | 0−      | −       | 0−      | −       | 0−      | −       | 0−      | −       | −       | −       | 0−      | −       |
| FDP             | 02      | 05,70   | −       | −       | 01      | 04,34   | 0       | 04,78   | 02      | 08,60   | 02      | 08,07   | 03      | 09,74   | 02      | 07,34   |
| Gesamt 3        | 28      | 100     | 28      | 100     | 32      | 100     | 33      | 100     | 33      | 100     | 33      | 100     | 33      | 100     | 33      | 100     |
| Wahlbeteiligung | 63,13 % | 63,13 % | 61,68 % | 61,68 % | 68,95 % | 68,95 % | 86,37 % | 86,37 % | 72,85 % | 72,85 % | 73,44 % | 73,44 % | 75,70 % | 75,70 % | 90,12 % | 90,12 % |

Kommunalwahlergebnisse seit 2014:
| [ 17 ] [ 18 ]   | 2020    | 2020    | 2014    | 2014    |
| Partei          | Sitze   | %       | Sitze   | %       |
| --------------- | ------- | ------- | ------- | ------- |
| CDU             | 11      | 37,15   | 12      | 44,29   |
| SPD             | 08      | 29,83   | 10      | 34,19   |
| GRÜNE           | 04      | 15,09   | 03      | 10,63   |
| FWB 1           | 02      | 07,87   | 01      | 05,01   |
| BBU 2           | 0–      | –       | 01      | 03,36   |
| FDP             | 02      | 06,42   | 01      | 02,53   |
| AfD             | 01      | 03,65   | –       | –       |
| Gesamt 3        | 28      | 100     | 28      | 100     |
| Wahlbeteiligung | 64,85 % | 64,85 % | 61,64 % | 61,64 % |

### Bürgermeister
Heinrich Schwarzenberg (CDU) war der erste hauptamtliche Bürgermeister der Gemeinde, nachdem in Nordrhein-Westfalen die kommunale Doppelspitze abgeschafft wurde. 1999 wurde er als Einzelbewerber in der Stichwahl am 26. September mit 69,2 % gewählt und 2004 gleich im ersten Wahlgang mit 88,8 % der gültigen Stimmen wiedergewählt. Ab 2009 war Reiner Allerdissen Bürgermeister der Gemeinde Borchen. Er ist der erste Sozialdemokrat in diesem Amt. Er wurde am 25. Mai 2014 mit 57,7 % wiedergewählt. Die Bürgermeisterwahl 2020 entschied sein Gegenkandidat Uwe Gockel (parteilos) für sich.
- 1975–1979 Johannes Stute (CDU; † 11. Januar 2013 in Kirchborchen)
- 1979–1992 Aloys Lengeling (CDU, seit 1993 Ehrenbürgermeister)
- 1993–0000 Johannes Bode (CDU)
- 1993–1999 Bodo Kaiser (CDU)
- 1999–2009 Heinrich Schwarzenberg (CDU)
- 2009–2020 Reiner Allerdissen (SPD)
- ab 2020 Uwe Gockel (parteilos)

### Gemeindedirektoren
- 1. Januar 1975 bis 31. Mai 1979 Josef Schulte
 (zuvor seit dem 1. August 1964 Amtsdirektor des Amtes Kirchborchen)
- 1. Juni 1979 bis 1999 Bernhard Riepe

### Wappen und Flagge
| Banner, Wappen und Hissflagge |  |
|                               |  |
|                               |  |

Aufgrund der Genehmigung durch den Regierungspräsidenten Detmold vom 18. September 1975 führt die Gemeinde Borchen das nachstehend beschriebene Wappen:
Wappenbeschreibung
„In Gold (Gelb) ein blauer schräglinker Wellenbalken, der im oberen Teil mit einem goldenen (gelben) Wellenbalken belegt ist; darüber ein „b“ aus fünf schwarzen und vier silbernen (weißen) Linien im Wechsel, im Schaft oben belegt mit einem schwarzen Kreuz.“
Das Kreuz erinnert an die Zugehörigkeit zum früheren Hochstift Paderborn. Der blaue Wellenbalken, der im oberen Teil gespalten ist, weist auf die im Gemeindegebiet zusammenfließenden Flüsse Alme und Altenau hin.
Ebenfalls aufgrund der oben genannten Urkunde vom 18. September 1975 führt die Gemeinde Borchen die nachstehend beschriebene Flagge:
Flaggenbeschreibung
„Flagge als Bannerflagge: Von Gelb-Blau-Gelb im Verhältnis 1:3:1 längsgestreift mit dem Wappenschild der Gemeinde im oberen Drittel.“
„Flagge als Hissflagge: Von Gelb-Blau-Gelb im Verhältnis 1:3:1 längsgestreift, mit dem Wappenschild der Gemeinde in der Mitte.“

### Städtepartnerschaften
Die Gemeinde unterhält seit 2007 eine Städtepartnerschaft mit Schwarzenberg in Sachsen. Diese entwickelte sich, nachdem der Borchener Bürgermeister Heinrich Schwarzenberg auf die Namensgleichheit zwischen ihm und der Stadt im Erzgebirge aufmerksam geworden war.
Der Ortsteil Alfen, vertreten durch den Ortsvorsteher Josef Lüke, ging bereits im Juni 2000 eine Jumelage mit der französischen Gemeinde Noyen-sur-Sarthe im Département Sarthe ein. Sie wird im Wesentlichen vom Deutsch-Französischen Freundschaftskreis und vom Sportverein getragen.

## Kultur und Sehenswürdigkeiten

### Theater
In Borchen gibt es kein Theater. Seit 1978 existiert in Kirchborchen eine Laienspielgruppe, deren drei Abteilungen (Kinder-, Jugend- und Erwachsenentheater) regelmäßig Theaterstücke aufführen.

### Museen
Seit 2001 existiert das Heimatmuseum Nordborchen, welches Handwerkszweige, Haushalt und Landwirtschaft vom 19. Jahrhundert bis zum Zweiten Weltkrieg zeigt. Insgesamt hält das Museum 300 Exponate vor.

### Musik
In Borchen existieren zwei gemischte Chöre, drei Männergesangsvereine und ein Chor für junge Erwachsene. Darüber hinaus gibt es drei Blasorchester, zwei allgemeine Musikvereine und vier Tambourcorps.

### Bauwerke
Die Ortskerne der Gemeinde prägen heute noch Fachwerk- und Bruchsteingiebel aus dem vor Ort gewonnenen Kalkstein der Paderborner Hochfläche.
Sakrale Gebäude
Die katholische Pfarrkirche St. Michael gilt als Wahrzeichen Kirchborchens.
Bereits 1043 errichtete Bischof Rotho in Südborchen eine St. Gallus-Kirche. 1663 wurde an derselben Stelle und in Erinnerung an das wüstgefallene Dorf Südborchen die Gallikapelle erbaut.
Die alte Pfarrkirche St. Walburga in Alfen wurde ursprünglich als romanische Wehrkirche im 13. Jahrhundert oder früher errichtet. Im Inneren der Kirche finden sich bedeutende staufischen Fresken. In der Barockzeit wurde der Eingang neu gestaltet. Heute wird die Kirche als Versammlungsort und Jugendtreff benutzt.
Die neugotische neue Pfarrkirche St. Walburga wurde errichtet, als der Vorgängerbau Ende des 19. Jahrhunderts zu klein geworden war. Grundsteinlegung war am 22. Juli 1906, Einweihung am 13. Oktober 1907. Diese Kirche enthält eine wertvolle gotische Sandsteinmadonna der Zeit um 1420 im rechten Seitenschiff und eine spätgotische bemalte Holzfigur des heiligen Meinolf an der Westwand des Chorraumes. Ein kelchförmiger Taufstein im Renaissancestil steht heute vorn im linken Seitenschiff; früher befand er sich in der alten Pfarrkirche.
Das Wahrzeichen Dörenhagens ist die um 1220 als Wehrkirche errichtete Pfarrkirche St. Meinolf. Im Inneren findet man frühgotisches Maßwerkfenstern, spätmittelalterliches Fresken und die barocke Ausstattung.
Die Kapelle zur hilligen Seele ist ein uralter Wallfahrtsort zur Verehrung des heiligen Kreuzes in der Gemarkung Dörenhagens. Ihr gewölbter Rechteckchor ist im Kern romanisch, das quadratische Schiff mit Flachdecke aus dem 17. Jahrhundert.
Weitere Kirchen in Borchen sind St. Simon und Judas Thaddäus und die Kluskapelle in Etteln.

Galerie von Sakralbauten
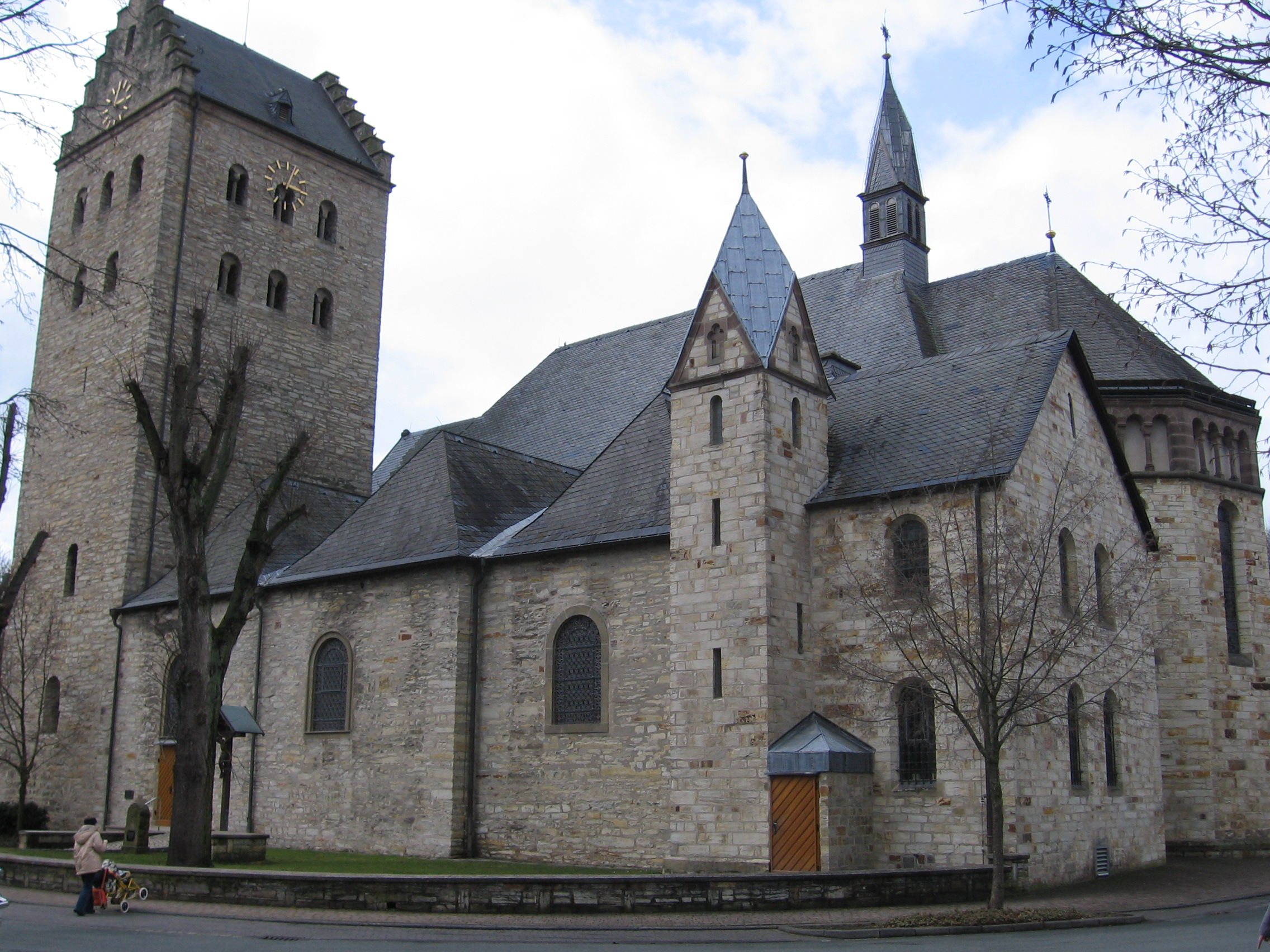
St. Michael in Kirchborchen
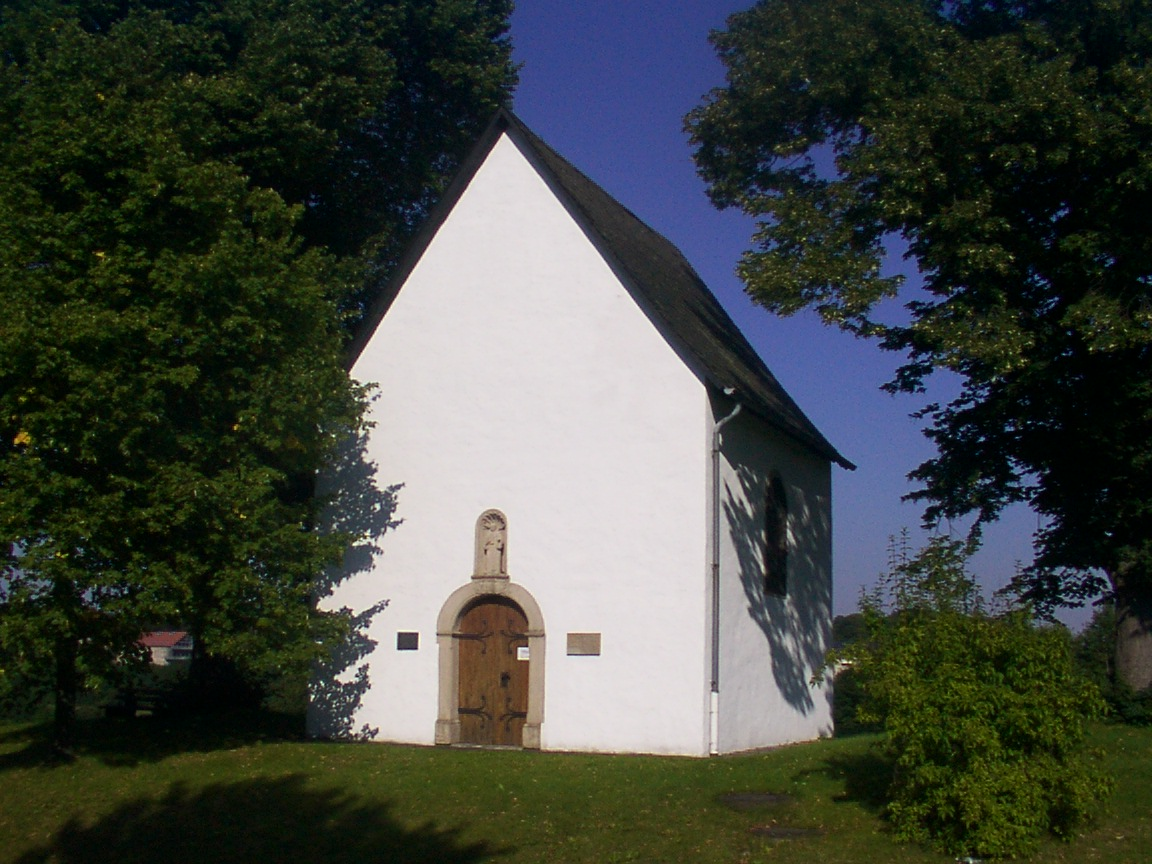
Gallikapelle in Kirchborchen
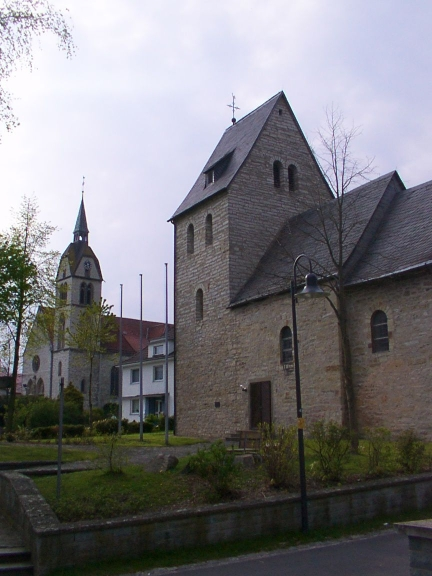
Die alte Pfarrkirche St. Walburga, im Hintergrund die neue Kirche
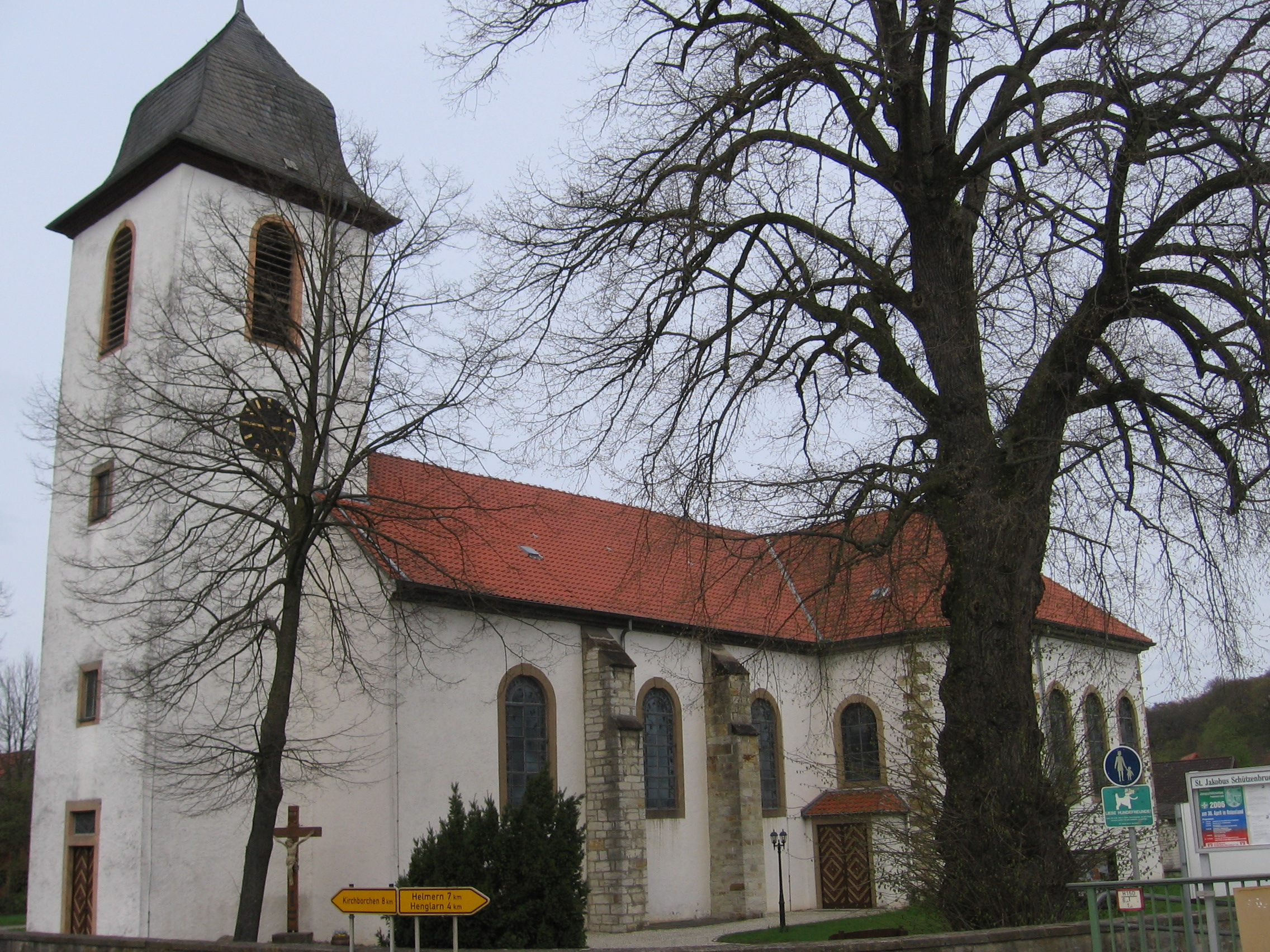
St. Simon und Judas Thaddäus in Etteln

Profanbauten

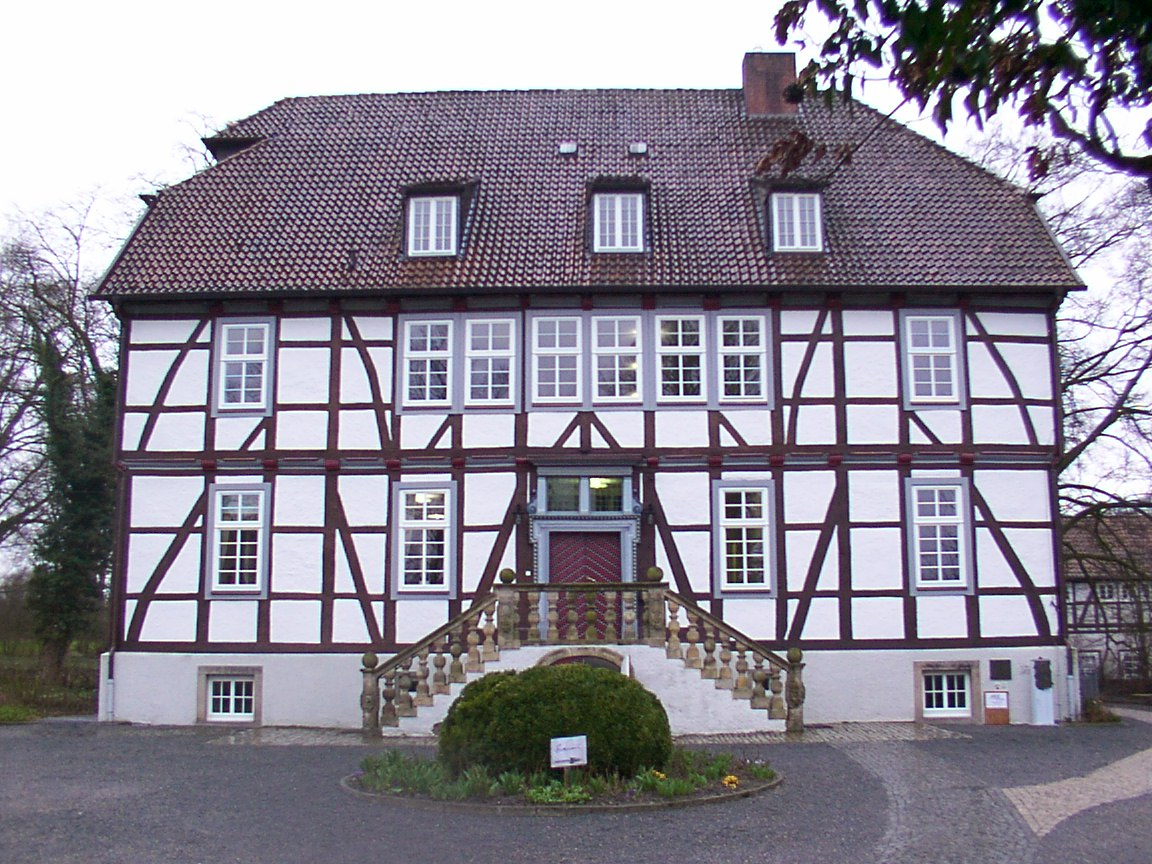
Der Mallinckrodthof

Das Schloss Hamborn ist eine etwa 300 Hektar große Schlossanlage, die zum Ortsteil Kirchborchen gehört und deren erste urkundliche Erwähnung aus dem 9. Jahrhundert stammt.
Ferner gibt es zwei Adelssitze: das Unterhaus ist nur noch als Ruine vorhanden, das Oberhaus wird heute Mallinckrodthof genannt.

### Parks
Das Schwesternhaus der Vincentinerinnen in Borchen liegt in einem Park, in dem sich eine Lourdesgrotte befindet. Der Garten wird von einer Mauer und dem Mühlgraben der Altenau umschlossen.

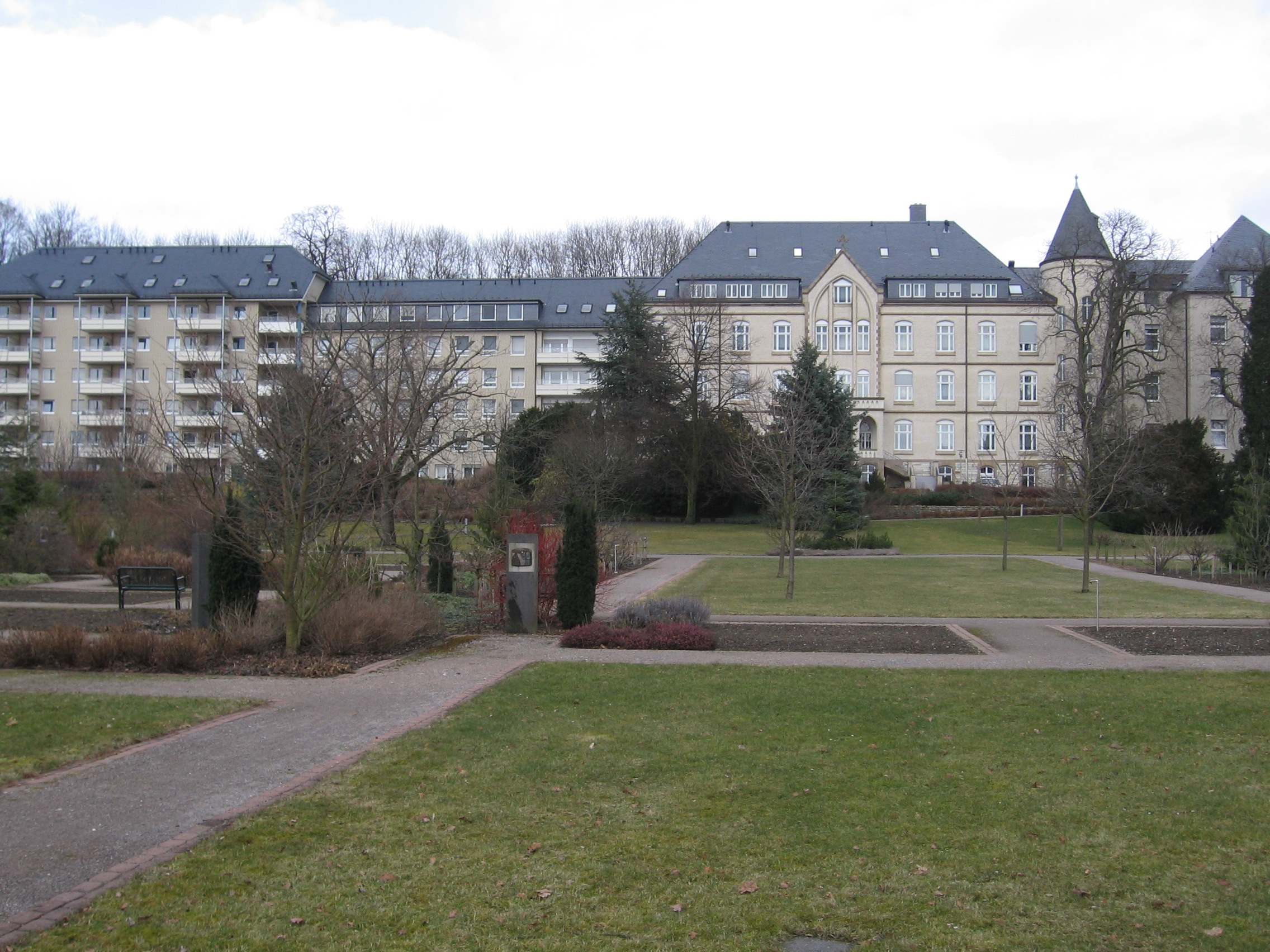
Das Schwesternhaus St. Vincenz mit Park

Der Wirtschaftsgarten des Mallinckrodthofes ist etwa 4 ha groß und heute zu einem Landschaftspark umgestaltet. Er liegt südlich des Herrenhauses, das von altem Baumbestand eingerahmt wird. Im Park ist ein historischer Felsenkeller, der zur Lagerung von Obst und Gemüse genutzt wurde. Dieser Park ist öffentlich zugänglich.
Der Schloßpark Hamborn ist weitgehend öffentlich zugänglich. Man geht davon aus, dass der Park gleichzeitig mit dem Bau des Schlosses angelegt wurde. Er besteht heute im Wesentlichen aus Grünflächen mit Solitärsträuchern, -bäumen und Alleen.

### Naturdenkmäler und Naturschutzgebiete
Unter der Schlüsselnummer PB-058 wird das Naturschutzgebiet Ziegenberg in Borchen geführt. Es erstreckt sich über etwa 2,8 Hektar und wurde unter anderem wegen des felsigen Hanges am Ziegenberg unter Schutz gestellt. Auf den Flächen finden sich vornehmlich Buchen-, Erlen- und Eschenwälder. Das Gebiet ist Niststätte für Eisvogel, Neuntöter, Rotmilan, Wespenbussard, Schwarzstorch und Grauspecht.

### Sport
Am südlichen Ortsrand Nordborchens befindet sich der Sportplatz Hessenberg mit dem Sportheim des Sport-Clubs Borchen. Der Rasensportplatz Bohnenkamp mit einer neu angelegten Tartan-Lauffläche befindet sich in der Nähe der Altenauschule Borchens. In unmittelbarer Entfernung gibt es zudem seit Anfang 2009 eine neue, moderne Dreifachsporthalle.
In Alfen ist die Eschenkampfbahn wichtigste Sportstätte des SV Rot-Weiß Alfen mit dem Sportheim des Vereins.

### Kulinarische Spezialitäten
Im Paderborner Raum wurde hauptsächlich Roggen und weniger Weizen angebaut, so dass sich das Paderborner Brot entwickelte. Aus drei Vierteln Roggen und einem Viertel Weizen wird es mit etwas Sauerteig in einem hölzernen Backtrog angesetzt. Der Teig muss eine Nacht ziehen und kann am nächsten Tag gebacken werden.
Der Boden in Borchen eignet sich gut für Zwetschenbäume, die bis in die Mitte des 20. Jahrhunderts das Ortsbild dominierten. Im September zog der Gemeindebote durch den Ort und kündete von den reifen Früchten. Für die Organisation des Verkaufs war der Ortsvorsteher zuständig.

## Wirtschaft und Infrastruktur

### Verkehr

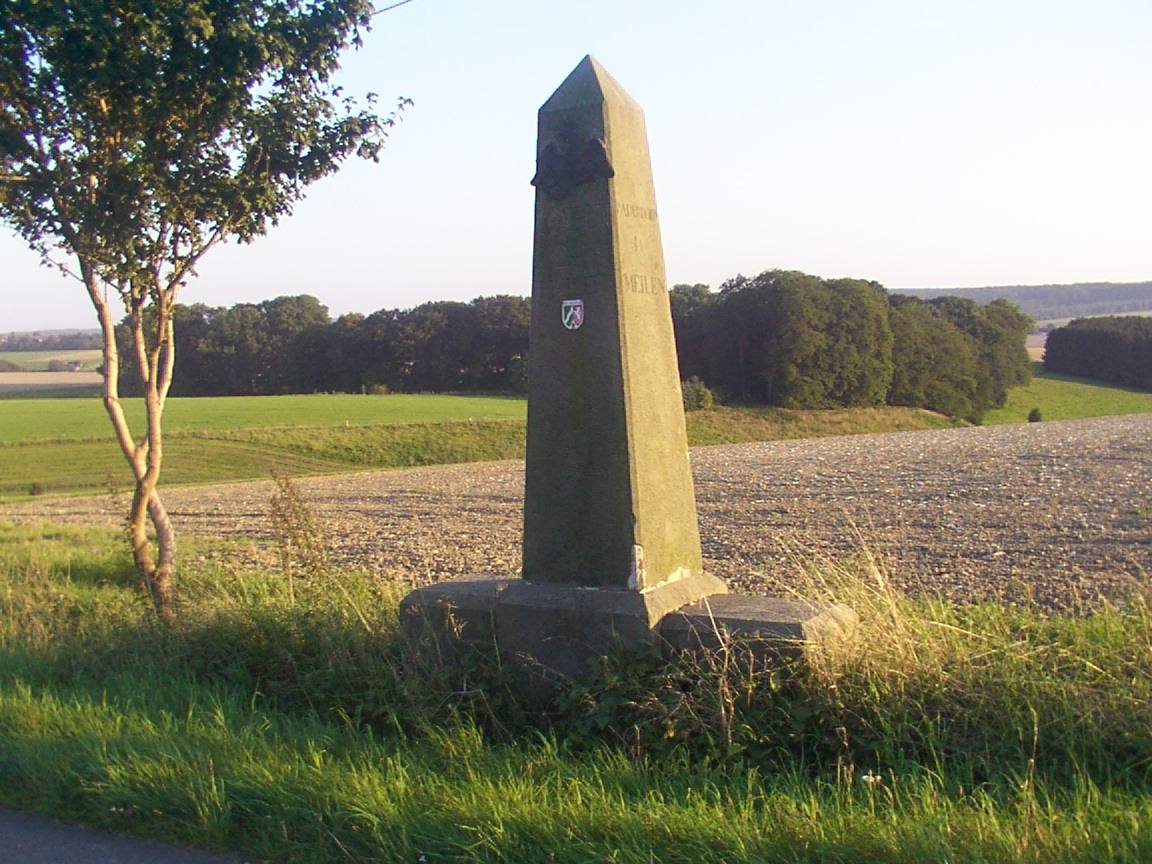
Meilenstein an der B 68 bei Dörenhagen

Borchen ist an das Autobahnnetz mit zwei Auffahrten zur Bundesautobahn 33 Bielefeld–Brilon in den Ortsteilen Kirchborchen (Borchen) und Etteln (Borchen-Etteln) angeschlossen. Die A 33 verläuft im Gebiet der Gemeinde Borchen zum großen Teil auf der Trasse, die vor ihrem Bau die Bundesstraße 480 von Borchen in Richtung Brilon eingenommen hat. Nach der Fertigstellung am 15. Juni 1989 wurde das nördliche Teilstück der Bundesstraße zwischen Kirchborchen und Paderborn zur Landesstraße 755 heruntergestuft. Den östlichen Rand der Gemeinde bei Dörenhagen tangiert die Bundesstraße 68 von Paderborn kommend nach Warburg-Scherfede. Regionalbusse verkehren im regelmäßigen Taktverkehr nach Paderborn, Bad Wünnenberg und Lichtenau.
Durch den Ort verläuft eine derzeit stillgelegte, aber noch nicht entwidmete Eisenbahnlinie von Paderborn nach Brilon, die sogenannte Almetalbahn. Auf dem Gebiet der Gemeinde hatte diese zwei Haltepunkte, Borchen und Alfen.
Etwa zwölf Kilometer entfernt liegt der Flughafen Paderborn/Lippstadt, welcher Charterflugverbindungen in den Mittelmeerraum, zu den Kanaren, Italien und auf die britische Insel, sowie eine Linienflugverbindung nach München anbietet. Ungefähr fünf Kilometer nördlich auf Paderborner Stadtgebiet liegt der für Individualflugverkehr und Luftsport genutzte Sonderlandeplatz Paderborn-Haxterberg.
Durch Bad Wünnenberg führen die etwa 500 km lange Wellness-Radroute Teutoburger Wald, die als Radrundweg ausgeführt ist.

### Medien
In Borchen gibt es zwei regionale Tageszeitungen, deren Lokalredaktionen für Borchen sich in Paderborn befinden. Den Mantelteil beziehen beide Zeitungen aus Bielefeld. Die Neue Westfälische vom dortigen gleichnamigen Verlag, das Westfälische Volksblatt vom Westfalen-Blatt, zu dessen Unternehmensgruppe es gehört. Zudem erscheint vierteljährlich im Hochstift Paderborn die Zeitschrift Die Warte für die Kreise Paderborn und Höxter, mit Beiträgen zur Regionalgeschichte, Literatur und Kunst. Viermal im Jahr erscheint Borchen aktuell als offizielles Informationsblatt der Gemeindeverwaltung Borchen, welches kostenlos an die Borchener Haushaltungen verteilt wird. Ferner gehört Borchen zum Berichtsgebiet des Regionalstudios Bielefeld des WDR und von Radio Hochstift, das es in der Berichterstattung als Lokalradio mit abdeckt.
In Schloss Hamborn ist der Verlag Ch. Möllmann ansässig.

### Öffentliche Einrichtungen
In jedem der fünf Ortsteile findet sich eine an die dortige katholische Kirchengemeinde angebundene Katholische Öffentliche Bücherei.
Die Freiwillige Feuerwehr Borchen gliedert sich in fünf Löschzüge. In Kirchborchen stehen zwei Löschfahrzeuge, ein Rüstwagen, eine Drehleiter so wie ein Einsatzleitwagen zur Verfügung. In Dörenhagen, Alfen, Nordborchen und Etteln sind jeweils zwei Löschfahrzeuge und ein Mannschaftstransportfahrzeug vorhanden.

### Bildung
In Borchen befinden sich vier Grundschulen und eine Hauptschule, Letztere seit 2008 mit Realschulzweig. Daneben gibt es eine private Rudolf-Steiner-Schule in Schloss Hamborn, in der die Klassen 1 bis 13 unterrichtet werden und die verschiedene Schulabschlüsse anbietet. An die Rudolf-Steiner-Schule ist eine Förderschule angeschlossen und ein Berufskolleg für Gesundheit und Soziales. Im Jahr 2007 wurden an den Schulen der Gemeinde mit 127 Lehrkräften insgesamt 1190 Schüler unterrichtet, davon 39,3 % in der Primarstufe, 28,4 % an der Hauptschule und 3,8 % an der Förderschule.
Für die frühkindliche Bildung in Borchen gibt es zehn Kindergärten. Sechs Kindergärten sind in kommunaler, drei in katholischer und ein Waldorfkindergarten in Elternträgerschaft. Im Bereich der Erwachsenenbildung gibt es Angebote der Volkshochschule, die eine Zweigstelle der Volkshochschule in Paderborn ist.

### Ansässige Unternehmen
Borchen zeichnet sich durch eine mittelständische Wirtschaftsstruktur aus, Großunternehmen sind nicht ansässig. Bedeutendster Erwerbszweig in absoluten Zahlen ist das Erziehungswesen, in dem mehr als 27 % der in der Gemeinde Beschäftigten tätig sind. Dies sind knapp zehn Prozent mehr als im Durchschnitt vergleichbarer Gemeinden. Das Verhältnis von Erwerbstätigen zu Einwohnerzahl liegt bei rund 14 %. Dies ist nach Altenbeken der zweitkleinste Wert aller Städte und Gemeinden des Kreises Paderborn. Ein großer Teil der ansässigen sozialversicherungspflichtig Beschäftigten sind Auspendler.

## Persönlichkeiten

### Ehrenbürger
Borchens einziger Ehrenbürger war seit 1972 der Rektor August Kleinschmidt, der am 1. November 1989 im Alter von 92 Jahren verstorben ist.

### Söhne und Töchter der Gemeinde
- Karl Rennkamp (1899–1963), geboren in Kirchborchen, CDU-Politiker
- Franz-Josef Bode (* 1951 in Paderborn), Bischof von Osnabrück, in Etteln aufgewachsen
- Hubertus Schmidt (* 1959 in Etteln), Dressurreiter und Mannschafts-Olympiasieger der Olympischen Spiele 2004 in Athen.
- Peter Altenbernd (* 1963), Professor der Informatik[29]
- Lukas Kruse (* 1983), deutscher Fußballspieler (Torwart), spielte in seiner Jugend bei Rot-Weiß Alfen
- Erich Klann (* 1987) und Oana Nechiti (* 1988), Profitänzer und Choreographen. Beide tanzten jahrelang als Profitänzer in der Fernsehsendung Let’s Dance.

### Persönlichkeiten, die vor Ort gewirkt haben
- Hermann von Mallinckrodt (1821–1874), kath. Politiker (Zentrum), Gutsbesitzer von Schloss Hamborn
- Konrad Mertens (1836–1905), Pfarrer, Direktor des Vereins für Geschichte und Altertumskunde Westfalens, Abt. Paderborn[30]
- Carl Caspar von Droste zu Hülshoff (1843–1922), Gutsbesitzer von Schloss Hamborn
- Heinrich Haehling von Lanzenauer (1861–1925), Theologe und Weihbischof im Bistum Paderborn, ab 1884 Kaplan in Etteln
- Johannes Ising (1902–1971), Mitglied der Amtsvertretung des Amts Kirchborchen von 1956 bis 1969
- Rainer Waltert (* 1940), Fußballschiedsrichter in der Bundesliga, pfiff für Rot-Weiß Alfen